# Archive.today
Az archive.today (vagy archive.is) egy 2012-ben alapított webarchiváló oldal, mely kérés alapján snapshotot készít többek között olyan weboldalakról is, mint a Javascripttel hevesen megtámogatott Google Maps vagy a Twitterhez hasonló progresszív webes alkalmazásokról. Az archive.today 2 snapshotot készít. Az egyik minden funkcionális élő linket magában foglal, a másik pedig a weboldalról készített képernyőkép.

## Jellemzői

### Funkcionalitás
Az archive.today kifejezett felhasználói kérést követően képes egyéni oldalakat letárolni. Az archive.today a kezdetektől fogva támogatta a ma már teljesen elfogadott # jelet az URL-ek tagolásában.
Az archive.today csak szöveget és képeket rögzít, az XML, az RTF valamint az xls, xlsx és ods formátumúhoz hasonló táblázatkezelő formátumok, valamint a nem statikus elemek nem lesznek letárolva. Ennek ellenére néhány oldal, így például a Twitter videóit lementi. Kezeli a lementett snapshotok idővonalát, és megerősítést kér, mielőtt egy már rögzített weboldal újabb változatát akarjuk lementeni.
Az oldalakat 1024 képpont szélességű böngészővel menti el. A CSS file-okat inline CSS-ekké konvertálja, eltávolítja a reszponziv weboldalakat valamint a :hover és az :active kódokhoz hasonló választókat. A keresés során a JavaScript által generált tartalmak is szerepelnek a befagyott weboldalon. A HTML osztályok neveit rögzíti az old-class atribútomon belül. Ha szöveget jelölnek ki, egy JavaScript kódsor egy olyan URI részt készít, mely látható a böngésző címsorában, melyet legközelebb használva az oldal úgy töltődik be, hogy benn marad az eredeti kijelölés.
Az archive.today oldalairól a web.archive.org oldalon nem lehet második szintű adatmentést végrehajtani, mert az archive.today visszautasítja a Wayback Machine kéréseit, és nem készít az ottani oldalakról WARC formátumú snapshotot. Fordított irányú, a web.archive.org-ról az archive.today-re történő adatmentés – lehetséges, de a másolat elkészítése több időt vesz igénybe, mintha közvetlen mentést készítünk az oldalról. Az Internet Archive listájából akár visszamenőlegesen is törölhettek vagy blokkolhattak olyan oldalakat, melyek robots.txt file-t, használtak, de az archive.today nem használja ezt ki.
A kereső felületen haladó kereső kifejezéseket is lehet használni, valamint tudja kezelni a *-hoz hasonló helyettesítő karaktereket. például egy sor kérdőjel a keresett kifejezést az adott cím vagy szövegrész egy konkrét részére irányítja, míg az insite operátor egy meghatározott internet domainre szűkít.
Ha egy oldalt archiváltak már, azt egy felhasználó már nem tudja kitörölni.
Reklámokat, felugró ablakokat és tovább mutató linkeket úgy lehet törölni, hogy erre a tulajdonost kérjük meg.
Dinamikus listák mentésekor az archive.today kereső doboza csak olyan eredményeket mutat, mely a lista előző vagy következő elemére mutat (például a következő 20 oldal). Más weboldalakat úgy mentenek, hogy a listák szűrve fordulnak elő, és minden elem csak az első előfordulásával szerepel.[pontosabban?]
A kereső alkalmazást a Google CustomSearch-e támogatja. Ha nem talál eredményt, az oldal megpróbálkozik a Yandex Search alkalmazásával.
Mentés közben megjeleníti az egyes URL elemek címét, az elem méretét, a http-állapotkódját és a média típusát. Ezeket az adatokat csak a keresési folyamat alatt lehet látni.
ZIP file-ként le lehet menteni az archivált oldalakat, kivéve azokat, melyeket 2019. november 29. óta archiváltak, mert akkor az archive.today a kereső motorját PhantomJS-ről Chromiumra cserélte.
2013. július óta az archive.today támogatja a Memento Project API-ját.

## Története
Az archive.today-t 2012-ben alapították. Az oldal eredetileg archive.today-nek nevezte magát, de 2015. májusban az elsődleges tüköroldalát az archive.is-re irányította át.
2019. januárban az archive.is domaint háttérbe szorította, és inkább az archive.today-t használta.

## Elérhetősége

### Ausztrália
2019. márciusban, a christchurchi mecset elleni támadás után több ausztrál internetszolgáltató blokkolta a hozzáférést az oldalhoz, hogy így csökkentsék a támadáskor készült képek terjedését.

### Kína
A GreatFire.org szerint az archive.today-t Kínában 2016. márciusban blokkolták. Az archive.li 2017. szeptemberben, az archive.fo 2018. júliusban, az archive.ph pedig 2019. decemberben jutott ugyanerre a sorsra.

### Finnország
2015. július 21-én a a szolgáltatók minden finn IP-címről blokkolták a hozzáférést az oldalhoz, hogy ezzel is visszaszorítsák a finn kormánnyal zajló vitájukat. A blokkolást azóta már megszüntették.

### Oroszország
Oroszországban csak HTTP kapcsolatot lehet létrehozni, HTTPS-t nem, azokat blokkolátk.

## Elérhetőség a Cloudflare DNS-én keresztül
2018-ban nem lehetett hozzáférni az oldalhoz a Cloudflare 1.1.1.1 DNS szolgáltatásán keresztül. A Cloudflare személyzete szerint a probléma az archive.today oldalán van, mert ha a kérelem a Cloudfare hálózatából érkezik, a jóváhagyó névszerverek érvénytelen üzenetet küldenek vissza. Az archive.today ezt azzal magyarázza, hogy a Cloudflare nem küld EDNS Client Subnet információkat a DNS kérelmekben.